# الیو استاینر
اِلیو استاینر (ایتالیایی: Elio Steiner؛ ‏ ۹ مارس ۱۹۰۵ – ۶ دسامبر ۱۹۶۵) یک هنرپیشه اهل ایتالیا بود.
از فیلم‌ها یا برنامه‌های تلویزیونی که وی در آن نقش داشته‌است می‌توان به دون پاسکواله، ترانه عشق و شهر رنج اشاره کرد.